# Phaeonychium kashgaricum
Phaeonychium kashgaricum är en korsblommig växtart som först beskrevs av Viktor Petrovitj Botjantsev, och fick sitt nu gällande namn av Al-shehbaz. Phaeonychium kashgaricum ingår i släktet Phaeonychium och familjen korsblommiga växter. Inga underarter finns listade i Catalogue of Life.